# 小谷充
小谷 充（こたに みつる、1934年6月18日 - 1990年11月24日）は、日本の作曲家・編曲家。ジャズピアニスト。兵庫県出身。
1990年11月24日、寝たばこが原因で自宅が火事となり、逃げ遅れたことが原因で死去した。

## 作品

### 映像
- 怪物くん (1968年～1969年、アニメ)
  - 怪物くん音頭（編曲）
- ライオン奥様劇場　愛あればこそ(1973年、テレビドラマ)
- 空手バカ一代 (1973年～1974年、アニメ)
- キューティーハニー (1973年～1974年、アニメ)
- まんが日本昔ばなし (1975年～2003年、アニメ)
- 激殺! 邪道拳 (1977年、日香泰合作映画)
- 桃太郎侍（1976 - 1981年、時代劇）
  - 桃太郎侍の歌（編曲）
- あばれはっちゃく （1979 - 1985年、テレビドラマ）
  - タンゴむりすんな！（編曲）
  - はっちゃく音頭 （編曲）
  - はっちゃくひとりうた （編曲）
  - そいつぁだれだ（そいつぁ！）（編曲）
  - あばれはっちゃくまっしぐら （編曲）
- 松平右近事件帳　(1982年 - 1983年、時代劇）
  - オープニングテーマ（作曲）

### 楽曲
- 青江三奈
  - 夜がわたしを誘惑するように（編曲）
  - 白夜（編曲）

- 愛田健二
  - 裏町酒場(編曲)

- 秋庭豊とアローナイツ
  - ブルーナイトイン東京（編曲）

- 石川さゆり
  - かくれんぼ（編曲）
  - 十九の純情(編曲)

- 石原裕次郎
  - ブランデーグラス（作曲・編曲）
  - たとえばヨコハマ（作曲・編曲）
  - 青い滑走路(編曲)
  - 恋の町札幌(編曲)
  - 夜霧の愛(編曲)
  - 別れの言葉に接吻を(編曲)

- 市川染五郎
  - 野バラ咲く路（編曲）

- ヴィレッジ・シンガーズ
  - ノーチェ・デ・渋谷（編曲）

- 遠藤良春
  - この俺でよかったら(編曲)

- 春日八郎
  - 萩の女 / 酒場の二人（編曲）

- 北原ミレイ
  - 海猫（編曲）

- 小林幸子
  - やがて二十才になる女（編曲）
- ザ・ピーナッツ
  - 野いちご摘んで（編曲）
- 沢田研二
  - 風の中のあいつ（編曲）
- 子門真人
  - 空手バカ一代（編曲）
- じゅん&ネネ
  - 愛するってこわい（編曲）
  - みずいろの世界（編曲）
  - お気に召すまま（編曲）
  - お熱いほうがステキ!（編曲）
  - 生まれかわれるものならば（編曲）
  - 恋愛学校（編曲）

- 新谷のり子
  - さよならの総括（編曲）

- 杉良太郎
  - たとえば愛（作曲・編曲）

- 瀬戸内まゆみ
  - 空港ブルース(編曲)

- 千昌夫
  - わが町は緑なりき（編曲）

- 園まり
  - 最後の一時間(編曲)
  - 悪い女になりそう(編曲)
  - おもいきり泣かせて(編曲)

- 高田恭子
  - みんな夢の中（編曲）

- 田端義夫 すべて編曲
  - 十九の春
  - 二見情話
  - シーちゃん船唄
  - くろかみ
  - 泣かせ船
  - 南国育ち
  - わが娘
  - 俺らの人生歌ごよみ
  - LP古賀政男特集　島唄等1970年1980年代の田端義夫の名編曲多数

- ちあきなおみ
  - 四つのお願い（編曲）
  - 想い出なんてほしくない（編曲）
  - 無駄な抵抗やめましょう（編曲）
  - 私という女（編曲）

- 千賀かほる
  - 1972年のある日（作曲・編曲）

- 千葉真一
  - 流れ唄（1973年）
  - 街角のエトランゼ（1973年）

- 鶴岡雅義と東京ロマンチカ
  - 追憶(編曲)
  - 木枯らしの詩(編曲)

- トワ・エ・モワ
  - 或る日突然（1969年版）（編曲）
  - 美しい誤解（編曲）
  - 虹と雪のバラード（1971年版）（編曲）
  - 空よ（編曲）
  - トワ・エ・モワの子守唄(編曲)

- 中山千夏
  - 三日月に乗って（編曲）

- 野路由紀子
  - 奥久慈旅情(編曲)

- 野村真樹
  - 幸せ行きの汽車が出る(編曲)

- ピーター
  - お兄さん（作曲・編曲）
  - 世界のはてに美しく（編曲）

- 藤圭子
  - 新宿の女（編曲）
  - 女の真心（作曲）「女のブルース (アルバム)」収録
  - 古都（編曲）「圭子のにっぽんひとりあるき(アルバム)」収録

- 布施明
  - 愛は不死鳥(編曲)
  - バラ色の月(編曲)
  - フランツフリーデル
  - わかればなし(編曲)

- ベンさいとうとザ・モンスターズ
  - ザ・モンスター（編曲）

- 都はるみ
  - ふるさとが泣いた（編曲）
  - たった一つの愛の星（編曲）
  - 新宿流れ唄（編曲）
  - みれん節（編曲）

- 美川憲一
  - 新潟ブルース（新録音）（編曲）

- 水森英夫
  - たった二年と二か月で(編曲)

- 美空ひばり
  - なつかしい場面/恋夜曲（編曲）
  - 串本ぞめき（編曲）

- 美輪明宏
  - 白呪（アルバム・全曲編曲）

- 森進一
  - 慕情〜天草の女〜（編曲）
  - 流れのブルース（編曲）
  - 恋月夜（編曲）
  - 旅情(川内康範作詞オリジナルLP6曲すべて編曲)

- 八代亜紀
  - 恋街ブルース（編曲）
  - なみだ恋（編曲）
  - 愛ひとすじ（編曲）
  - 夢魔のブルース（編曲）
  - 愛の條件（編曲）

- 山城新伍
  - ほろほろ鳥(編曲)

- ヤング・フレッシュ
  - コンドールマン（編曲）

- 由美かおる
  - 二人の朝を（編曲）

- 和田アキ子
  - 愛に証拠はいらない（作曲・編曲）

- 李木蘭
  - ちいさな結婚(編曲)

- その他
  - サラブレッド・マーチ（編曲）